# Malo Crniće
Malo Crniće (ćirilično Мало Црниће) je grad i središte istoimene općina u Republici Srbiji. Nalazi se u Središnjoj Srbiji i pripada Braničevskom okrugu.

## Stanovništvo
Prema popisu stanovništva iz 2002. godine u naselju živi 882 stanovnika, od toga 721 punoljetnih stanovnika, a prosječna starost stanovništva iznosi 42,7 godina (40,4 kod muškaraca i 44,8 kod žena). U naselju ima 285 domaćinstava, a prosječan broj članova po domaćinstvu je 3,09.
Prema popisu stanovništva iz 1991. godine u naselju je živjelo 1.113 stanovnika.
| Etnički sastav 2002. |            |        |
| Narod                | Stanovnika | %      |
| Srbi                 | 827        | 93,76% |
| Romi                 | 44         | 4,98%  |
| Rumunji              | 2          | 0,22%  |
| Crnogorci            | 1          | 0,11%  |
| nepoznato            | 8          | 0,88%  |

| broj stanovnika | 1258  | 1354  | 1412  | 1307  | 1225  | 1113  | 882   |
|                 | 1948. | 1953. | 1961. | 1971. | 1981. | 1991. | 2002. |

## Vanjske poveznice
- Karte, udaljenosti i vremenska prognoza[neaktivna poveznica]
- Satelitska snimka naselja